# Raphaël Varane
Raphaël Xavier Varane (* 25. April 1993 in Lille) ist ein ehemaliger französischer Fußballspieler.

## Karriere

### Vereine
Varane wurde 1993 in Lille geboren, sein Vater stammt von der Karibik-Insel Martinique. Er begann im Alter von sieben Jahren bei dem kleinen Verein AS Hellemmes mit dem Fußball spielen. 2002 entschied er sich gegen seinen Heimatverein OSC Lille und wechselte in die Jugendabteilung des RC Lens. 2009 gewann er mit dem U16-Team den Championnat National des 16 ans. In der Saison 2009/10 spielte er mit 16 Jahren bereits in der U19-Mannschaft des Vereins. Im Sommer 2010 unterschrieb Varane seinen ersten Profivertrag und kam bald darauf für die zweite Mannschaft im Championnat de France Amateur zum Einsatz.
Im Oktober 2010 trainierte Varane erstmals mit der ersten Mannschaft. Aufgrund einer Verletzung von Verteidiger Alaeddine Yahia stand er am 7. November 2010 überraschend in der Startelf der Partie gegen HSC Montpellier und feierte damit sein Profidebüt. Auch danach kam er regelmäßig zu Einsätzen in der Ligue 1, in einigen davon lief er auch im defensiven Mittelfeld auf. Infolge seiner überzeugenden Leistungen war er bereits in der Winterpause der Saison 2010/11 von zahlreichen englischen Topclubs umworben. Am 2. Februar 2011 verlängerte er jedoch seinen Vertrag vorzeitig bis 2015. Am 7. Mai 2011 erzielte er beim 1:1-Unentschieden gegen SM Caen seinen ersten Treffer im Profifußball. Trotz guter Leistungen von Varane stieg der RC Lens am Ende der Saison ab und musste den Gang in die Ligue 2 antreten.
Zur Saison 2011/12 wechselte Varane in die spanische Primera División zu Real Madrid. Der 18-Jährige unterschrieb einen Vertrag bis zum 30. Juni 2017. Bei den Madrilenen war er zu Beginn hinter den erfahrenen Innenverteidigern Sergio Ramos und Pepe nur Ersatzspieler. Dass ihm eine große Zukunft bevorstand, ließ er erstmals im Halbfinale der Copa del Rey 2012/13 gegen den FC Barcelona durchblicken, als er im Hin- und Rückspiel in der Startformation stand, je ein Tor erzielte und mit einer abgeklärten Abwehrleistung überzeugte. Im siegreichen Endspiel der UEFA Champions League 2013/14 stand er überraschend anstelle des angeschlagenen Pepe in der Startformation. Daraufhin unterschrieb Varane bereits im September 2014 einen neuen Sechsjahresvertrag bis zum 30. Juni 2020. In der Saison 2014/15 verdoppelte er mit 46 Pflichtspielen seine Einsätze aus dem Vorjahr. In der Spielzeit 2015/16 verlor er seinen Stammplatz auch aufgrund von Verletzungen nochmals an Pepe, der beispielsweise an seiner Stelle das Champions-League-Finale 2016 bestritt. Anschließend war er unter Trainer Zinédine Zidane jedoch wieder gesetzt und eine wichtige Säule der Mannschaft, die ab der Saison 2016/17 zwei weitere Champions-League- und Meistertitel feierte sowie je zweimal die Supercopa de España, die FIFA-Klub-WM und den UEFA Super Cup gewann. Im September 2017 hatte er seinen Vertrag dabei nochmals bis Ende Juni 2022 verlängert. Nach einer titellosen Saison 2020/21 gab er jedoch bereits ein Jahr vor Vertragsende seinen Abschied von Real Madrid bekannt.
Zur Saison 2021/22 wechselte Varane in die Premier League zu Manchester United. Er unterschrieb einen bis zum 30. Juni 2025 datierten Vertrag. Mit der Mannschaft wurde er 2023 Ligapokalsieger und gewann 2024 den FA-Cup. Aufgrund zahlreicher Verletzungen wurde der Vertrag im Sommer 2024 aufgelöst.
Anschließend wechselte  Varane zu Como 1907, wo er einen Vertrag bis 2026 unterschrieb. Sein einziges Spiel für den neuen Verein bestritt der Verteidiger am 11. August beim Coppa-Italia-Spiel gegen Sampdoria Genua, wo er das Feld nach nur 23 Minuten aufgrund einer Knieverletzung verlassen musste. Da ihn seine Verletzungen immer wieder zurückwarfen, gab Varane am 25. September 2024 mit 31 Jahren sein Karriereende als aktiver Fußballspieler bekannt.

### Nationalmannschaft
Varane debütierte am 24. August 2010 im Spiel gegen Dänemark für die französische U18-Nationalmannschaft, in dem er mit seinem Treffer für den 2:0-Endstand sorgte. In der Folge verzichtete er auf einige Einsätze in der U18-Auswahl, da er sich auf seine Arbeit bei Lens konzentrieren wollte, so dass er lediglich ein weiteres Mal auflief. Zuvor war er auch schon in die U17-Nationalmannschaft berufen worden, für die er jedoch nicht zum Einsatz kam.
Am 8. Februar 2011 bestritt Varane sein erstes Spiel im Trikot der französischen U21-Nationalmannschaft, die mit 3:1 über die Slowakei siegte.
Am 15. August 2012 wurde er für das Länderspiel gegen Uruguay erstmals in den Kader der A-Nationalmannschaft berufen, kam aber nicht zum Einsatz. Im März 2013 debütierte er schließlich im WM-Qualifikationsspiel gegen Georgien und stand hierbei in der Startelf.
Im Mai 2018 nominierte ihn Didier Deschamps für die Weltmeisterschaft 2018. Dort stand er bei allen Spielen Frankreichs in der Startformation, traf beim 2:0-Viertelfinalsieg gegen Uruguay per Kopf zur Führung und gewann nach einem 4:2-Finalsieg gegen Kroatien mit Frankreich den Weltmeistertitel.
Bei der Europameisterschaft 2021 schied er mit dem französischen Kader im Achtelfinale gegen die Schweiz im Elfmeterschießen aus.
Bei der Weltmeisterschaft 2022 erreichte er mit Frankreich als amtierender Titelverteidiger erneut das Finale. Dort bestritt er am 18. Dezember 2022 im Finale bei der 7:5-Niederlage nach Elfmeterschießen gegen Argentinien sein letztes Länderspiel.
Am 2. Februar 2023 gab Varane nach zehn Jahren seinen Rücktritt aus der Nationalmannschaft bekannt.

## Titel

### Nationalmannschaft
- Weltmeister: 2018
- UEFA-Nations-League-Sieger: 2021

### Vereine
International
- Champions-League-Sieger (4): 2014, 2016, 2017, 2018
- Klub-Weltmeister (4): 2014, 2016, 2017, 2018
- UEFA-Super-Cup-Sieger (3): 2014, 2016, 2017

Spanien
- Meister (3): 2012, 2017, 2020
- Pokalsieger: 2014
- Supercupsieger (3): 2012, 2017, 2020

England
- Pokalsieger: 2024
- Ligapokalsieger: 2023

## Auszeichnungen
- All-Star-Team der Weltmeisterschaft: 2018
- FIFA FIFPro World XI: 2018
- UEFA Team of the Year: 2018